# Hydromys hussoni
Hydromys hussoni — напівводний вид гризунів родини мишевих. Зустрічається в Західному Папуа, Індонезії та Папуа-Новій Гвінеї. Йому загрожує втрата середовища існування, однак про цей вид досі багато невідомо, і він був класифікований як Недостатні дані в Червоному списку МСОП.

## Морфологічна характеристика
Це гризун середнього розміру, довжина голови й тулуба від 122 до 171 мм, довжина хвоста від 103 до 152 мм, довжина лапи від 25 до 31 мм і довжина вух від 11 до 14 мм. Хутро коротке і густе. Забарвлення верхніх частин коричневе. Боки вкриті жовтуватими волосками, а черевні частини темно-сірі з жовтуватими відблисками. Вуха маленькі та вкриті невеликою кількістю чорних волосків. Задня частина передніх кінцівок темно-коричнева, а задня частина лап світліша. Хвіст темно-коричневий.

## Поведінка
Це напівводний вид.